# Neottia bambusetorum
Neottia bambusetorum är en orkidéart som först beskrevs av Hand.-mazz., och fick sitt nu gällande namn av Dariusz Lucjan Szlachetko. Neottia bambusetorum ingår i släktet näströtter, och familjen orkidéer. Inga underarter finns listade i Catalogue of Life.